# ノルデンショルド群島
ノルデンショルド群島(ロシア語: Архипелаг Норденшёльда)は、北極海の一部であるカラ海のタイミル半島西方に位置するロシア連邦領の90の島から構成されている島嶼群である。スウェーデン系フィンランド人の探検家アドルフ・エリク・ノルデンショルドから名づけられた。

## 構成する島

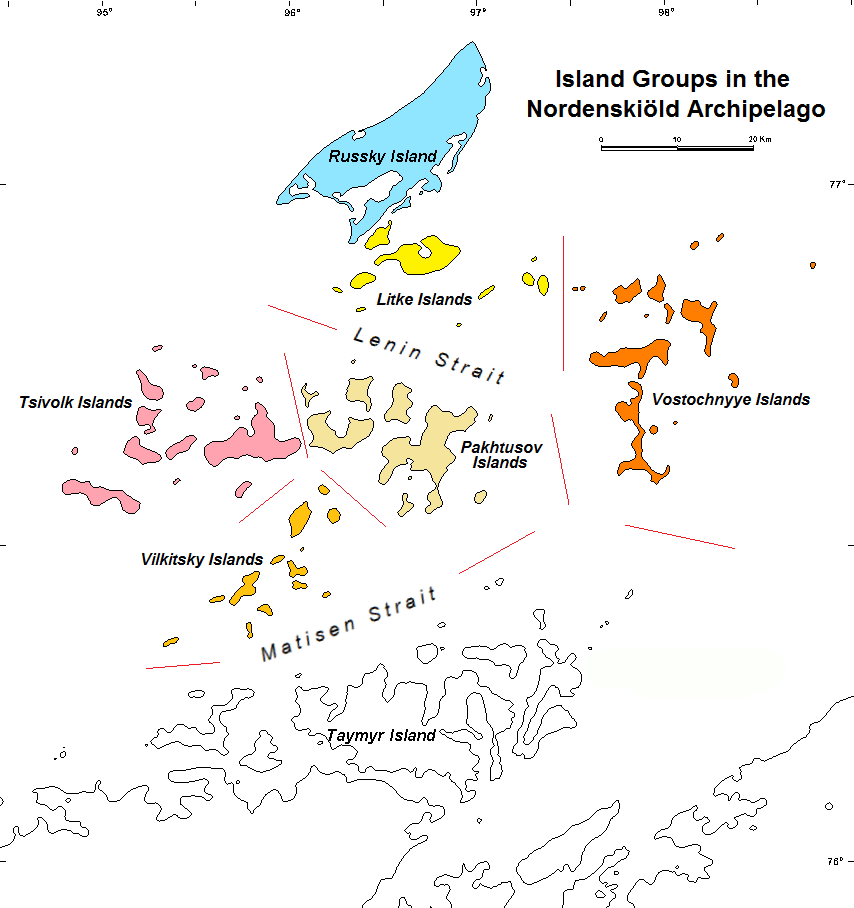
ノルデンショルド群島を構成する諸島

群島は以下5つの諸島およびいくつかの島からなる。
- リトケ諸島(Острова Литке) — 10の島。
- ヴォストチニィ諸島(Острова Восточные) — 15の島。
- ツィヴォリキ諸島(Острова Цивольки) — 17の島。
- パフトゥソヴァ諸島(Острова Пахтусова) — 15の島。
- ヴィリキツキー諸島(Острова Вилькицкого) — 15の島。